# Marcela Paz
Marcela Paz, pseudônimo de Esther Huneeus Salas de Claro (Santiago do Chile, 28 de fevereiro de 1902 — Santiago do Chile, 12 de junho de 1985) foi uma escritora de literatura infantojuveil chilena.

## Prêmios
Marcela Paz ganhou o Prêmio Nacional de Literatura do Chile em 1982.